# Cerodontha luctuosa
Cerodontha luctuosa este o specie de muște din genul Cerodontha, familia Agromyzidae. A fost descrisă pentru prima dată de Johann Wilhelm Meigen în anul 1830. Conform Catalogue of Life specia Cerodontha luctuosa nu are subspecii cunoscute.